# Литвиново (Харьковская область)
Литвиново (укр. Литвинове) — село в Золочевском поселковом совете Золочевского района Харьковской области Украины.
Код КОАТУУ — 6322655106. Население по переписи 2001 года составляет 314 (153/161 м/ж) человека.

## Географическое положение
Село Литвиново находится на берегу реки Уды (в основном на левом берегу), выше по течению примыкает к посёлку городского типа Золочев, ниже по течению в 3-х километрах — посёлок Першотравневое, к селу примыкают сёла Макариха и Орешанка.
Рядом с селом проходит железная дорога, станция Сосновка.

## История
- 1742 — дата основания.

## Экономика
- Теплицы.